# Master and Commander – Bortom världens ände
Master and Commander – Bortom världens ände är en amerikansk actionäventyrsfilm från 2003 i regi av Peter Weir. Filmen är baserad på Patrick O'Brians böcker om kapten Jack Aubrey, närmast på boken Bortom världens ände.

## Handling
Filmen börjar med att den brittiske lyckosamme kapten Jack Aubreys (Russell Crowe) skepp Surprise plötsligt angrips av det övermäktiga Napoleanska skeppet Acheron i Atlanten år 1805. Trots fartygets omfattande skador och besättningens plågor sätter kapten Aubrey segel mot en dramatisk och djärv jakt för att stoppa och tillfångata fienden – ett uppdrag som kan avgöra en hel nations öde – eller förgöra Aubrey och hans besättning.

## Om filmen
Filmer regisserades av Peter Weir som tidigare gjorde Truman Show. Han blev nominerad för två Oscar för filmen för bästa regi och bästa film. Några scener i filmen utspelas på Galapagosöarna.

## Tagline
The Courage To Do The Impossible Lies In The Hearts of Men.

## Rollista (i urval)
- Russell Crowe - Kapten Jack Aubrey
- Paul Bettany - Dr. Stephen Maturin
- Billy Boyd - Barrett Bonden
- James D'Arcy - Löjtnant Thomas Pullings
- Lee Ingleby - Hollom
- George Innes - Joseph "Joe" Plaice
- Mark Lewis Jones - Mr. Hogg
- Chris Larkin - Kapten Howard
- Richard McCabe - Mr. Higgins
- Robert Pugh - John Allen
- David Threlfall - Preserved Killick
- Max Pirkis - Lord William Blakeney
- Edward Woodall - Löjtnant William Mowett
- Jack Randall - Boyle
- Max Benitz - Calamy
- Thierry Segall - Acherons kapten

## Nomineringar och priser
Filmen blev nominerad till 10 Oscar för bl.a. bästa film.
| År   | Pris   | Resultat  | Kategori              | Person                                                                  |
| ---- | ------ | --------- | --------------------- | ----------------------------------------------------------------------- |
| 2004 | Oscars | Vann      | Bästa foto            | Russell Boyd                                                            |
| 2004 | Oscars | Vann      | Bästa ljudredigering  | Richard King                                                            |
| 2004 | Oscars | Nominerad | Bästa film            | Samuel Goldwyn Jr., Peter Weir och Duncan Henderson                     |
| 2004 | Oscars | Nominerad | Bästa regi            | Peter Weir                                                              |
| 2004 | Oscars | Nominerad | Bästa ljud            | Paul Massey, Doug Hemphill och Art Rochester                            |
| 2004 | Oscars | Nominerad | Bästa scenografi      | William Sandell och Robert Gould                                        |
| 2004 | Oscars | Nominerad | Bästa kostym          | Wendy Stites                                                            |
| 2004 | Oscars | Nominerad | Bästa smink           | Edouard F. Henriques och Yolanda Toussieng                              |
| 2004 | Oscars | Nominerad | Bästa klippning       | Lee Smith                                                               |
| 2004 | Oscars | Nominerad | Bästa specialeffekter | Daniel Sudick, Stefen Fangmeier, Nathan McGuinness och Robert Stromberg |

Filmen förlorade alla sina Oscar mot Sagan om konungens återkomst som vann elva Oscar. Master and Commander blev nominerad och vann för två kategorier som Sagan om konungens återkomst inte ens blev nominerad för.

## Publiktillströmning
Filmen spelade in $25 miljoner dollar vid premiärhelgen 14-16 Nov, 2003 i Nordamerika. Totalt spelade den där in $93 miljoner dollar. Internationellt drog den in $118 miljoner dollar och tjänade därmed $212 miljoner dollar totalt.